# قائمة جزر أستراليا

علم أستراليا

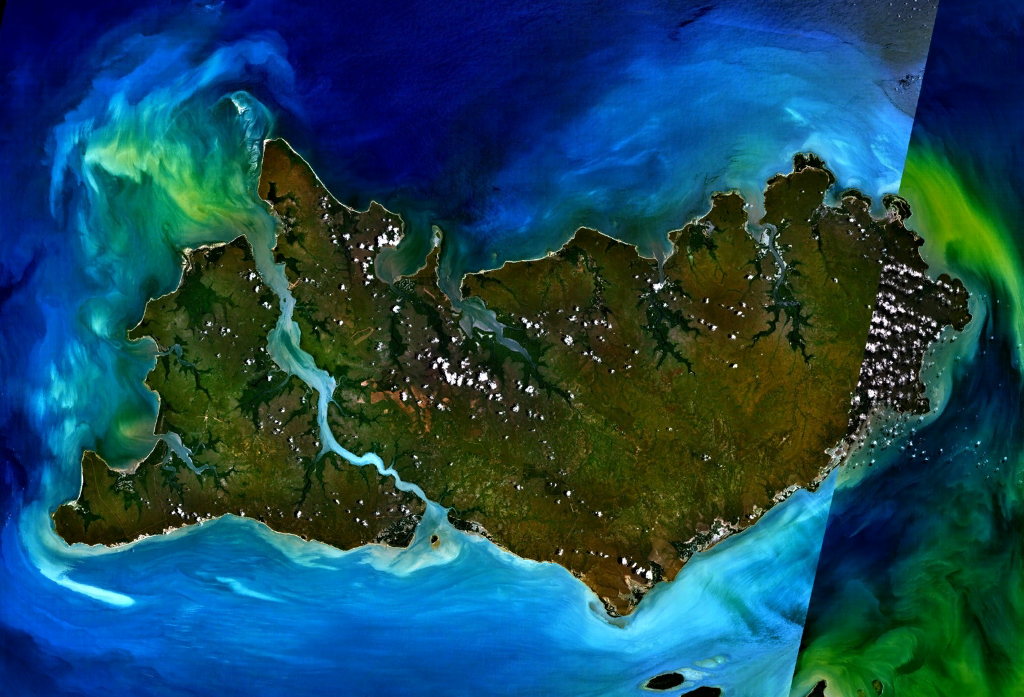
جزيرة باتهيرست

هذه قائمة بالجزر الأسترالية المختارة مجمعة حسب الولاية أو الإقليم.
يوجد في أستراليا 8,222 جزيرة داخل حدودها البحرية.

## أكبر الجزر
الجزر التي يزيد حجمها عن 1000 كيلومتر مربع (390 ميل مربع):
| أستراليا   |                        |          |         |                                             |        | |
| الصورة     | الاسم                  | الموقع   | المنطقة | المساحة                                     | المرجع | ملاحظات |
| أكبر الجزر |                        |          |         |                                             |        | |
|            | جزيرة مينلاند أستراليا | أستراليا | تسمانيا | 7,592,024 كيلومتر مربع (2,931,297 ميل مربع) | [ 1 ]  | هي الكتلة الأرضية الرئيسية لكومنولث أستراليا. ويمكن استخدام المصطلح، إلى جانب القارة الأسترالية، بمعنى جغرافي لاستبعاد الجزر القارية المحيطة. بشكل عام، يتم تطبيق المصطلح على ولايات نيو ساوث ويلز، فيكتوريا، كوينزلاند، أستراليا الغربية، وجنوب أستراليا، وكذلك الإقليم الشمالي، إقليم العاصمة الأسترالية، ومنطقة خليج جيرفيس. |

- مينلاند أستراليا 7,592,024 كيلومتر مربع (2,931,297 ميل مربع)
- مينلاند تسمانيا 64,519 كيلومتر مربع (24,911 ميل مربع)
- جزيرة ميلفيل ، الإقليم الشمالي، 5,786 كيلومتر مربع (2,234 ميل مربع)
- جزيرة الكنغر ، جنوب أستراليا، 4,416 كيلومتر مربع (1,705 ميل مربع)
- جزيرة جروت آيلاند ، 2,285 كيلومتر مربع (882 ميل مربع)
- جزيرة باتهيرست، 1,693 كيلومتر مربع (654 ميل مربع)
- جزيرة فريرز ، كوينزلاند، 1,653 كيلومتر مربع (638 ميل مربع)
- جزيرة فلندرز، 1,359 كيلومتر مربع (525 ميل مربع) ؛
- جزيرة كينج ايسلند، 1,091 كيلومتر مربع (421 ميل مربع) ؛ و
- جزيرة مورنينغتون، 1,002 كيلومتر مربع (387 ميل مربع).

## نيو ساوث ويلز

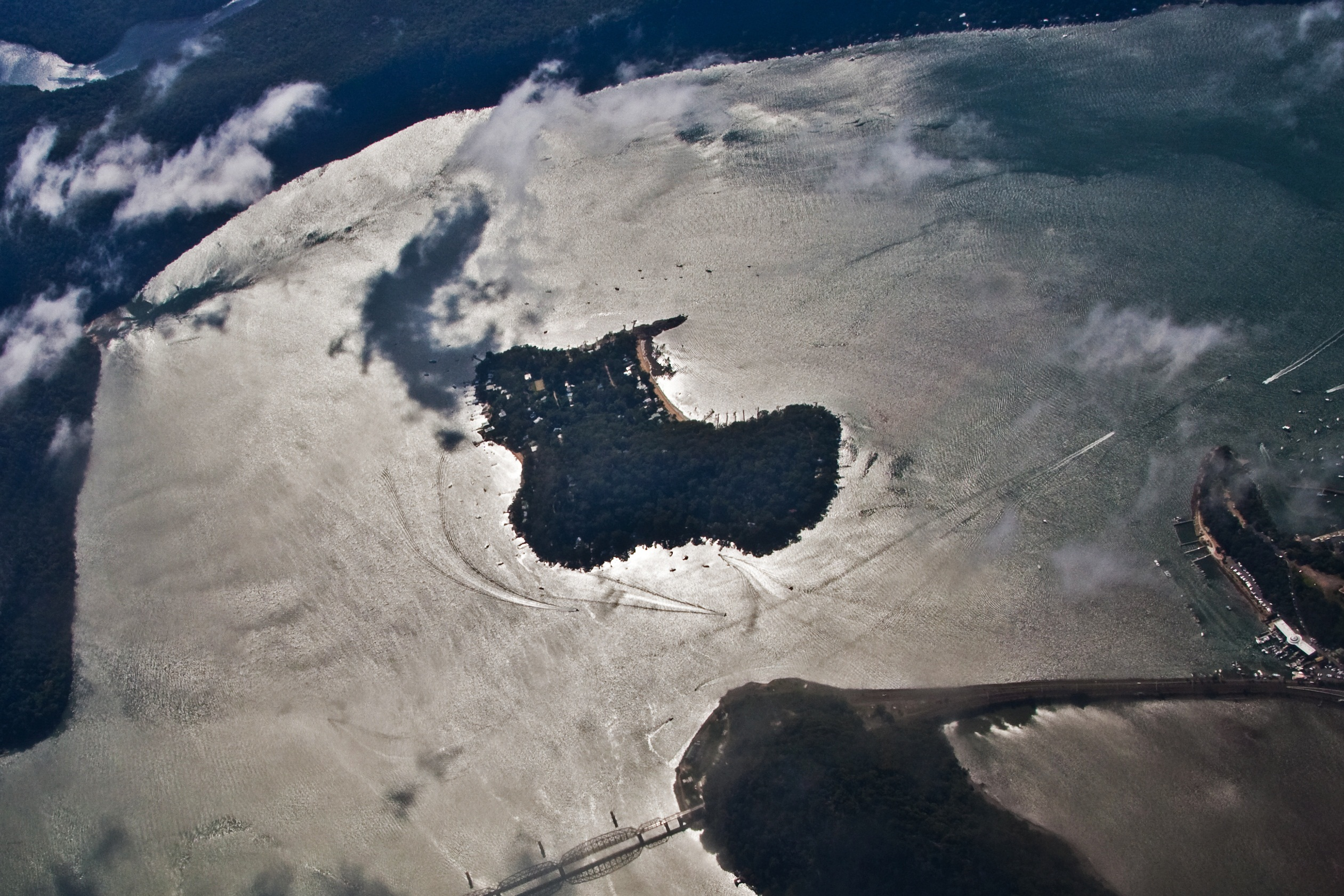
جزيرة دانغار من الجو

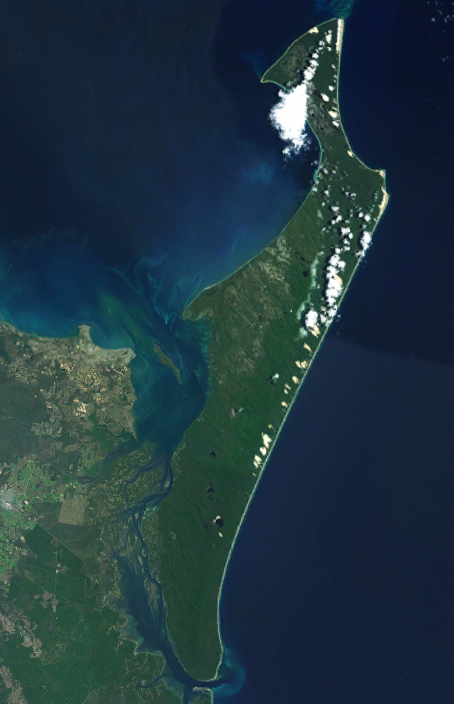
صورة جوية لجزيرة فريزر

- جزيرة باري، بالقرب من الرأس الشمالي لخليج بوتاني
- جزيرة الطيور، وتقع بالقرب من Budgewoi ، 1.4 كيلومتر (0.87 ميل) شرق الساحل الأوسط
- جزيرة بونديلباه، عند مدخل بورت ستيفنز
- جزيرة بروتون (نيو ساوث ويلز) ، تقع شمال بورت ستيفنز
- جزيرة Broulee ، وتقع قبالة الساحل في Broulee
- جزيرة شجرة الكرنب، عند مصب بورت ستيفنز
- جزيرة تشاتسوورث، في نهر كلارنس
- جزيرة كلارك، في ميناء سيدني
- استُخدمت جزيرة كوكاتو في ميناء سيدني في الأصل كسجن ثم تطورت فيما بعد كحوض لبناء السفن
- جزيرة كوك، وتقع بالقرب من تويد هيدز
- جزيرة Dangar ، وهي جزيرة صغيرة من الغابات في نهر Hawkesbury
- جزيرة Dumaresq ، وهي جزيرة صغيرة تقع في نهر مانينغ في مجرى نهر تاري
- جزيرة دارلنج، وهي جزيرة سابقة تم عبورها عن طريق البر، في ميناء سيدني
- جزيرة إسك، في الذراع الشمالي لنهر كلارنس
- جزيرة فاطمة، وهي جزيرة من المد والجزر في كوك ريفير
- حصن دينيسون، المعروف أيضا باسم Pinchgut
- محمية الجزر الخمس الطبيعية، وهي مجموعة من الجزر قبالة الساحل بالقرب من ولونجونج
- جزيرة الحديقة (لم تعد جزيرة)
- جزيرة جليب (لم تعد جزيرة)
- جزيرة الماعز، جزيرة صخرية في ميناء سيدني
- جزيرة جودوود
- جزيرة خضراء، وهي جزيرة صغيرة شمال سموكي كيب
- جزيرة هاروود، في نهر كلارنس
- جزيرة جوس، تقع في خليج ليتل سوان، بورت ستيفنز
- جزيرة الأسد، عند مدخل نهر هاوكيسبيري
- لونغ آيلاند، في نهر هاوكيسبيري
- جزيرة لورد هاو، وهي جزيرة صغيرة في بحر تسمان، على بعد 600 كيلومتر (370 ميل) شرق البر الرئيسي الأسترالي
- هرم الكرة
- مجموعة الأميرالية
- جزيرة ميلسون، في نهر هاوكيسبيري
- جزيرة مونتاج، على بعد 9 كيلومترات (5.6 ميل) شرق ناروما على الساحل الجنوبي
- جزيرة مون، على بعد كيلومتر واحد من Swansea Heads
- جزيرة موتونبيرد، قبالة كوفس هاربور
- جزيرة أوكسلي
- Pinchgut - انظر فورت دينيسون، موقع جزائي سابق ومرفق دفاعي في ميناء سيدني
- جزيرة Pulbah ، أكبر جزيرة في بحيرة Macquarie
- جزيرة رود، وهي جزيرة صغيرة في نهر باراماتا
- جزيرة اسكتلندا، في شمال سيدني
- جزيرة القرش، في ميناء سيدني
- جزيرة Snapper ، في ميناء سيدني
- جزيرة Spectacle ، في نهر Hawkesbury
- جزيرة Spectacle ، في ميناء سيدني
- جزر انفرادي
- جزيرة واسب، الجزيرة الوحيدة في دوراس إنليت بالقرب من خليج بايتمانس [3]
- جزيرة كعكة الزفاف، وهي جزيرة صغيرة من ساحل كوجي
- جزيرة Windang ، وهي جزيرة صغيرة عند مدخل بحيرة Illawarra
- جزيرة وودفورد، في نهر كلارنس على الساحل الشمالي الأقصى

## المنطقة الشمالية
- جزيرة باثورست
- جزيرة بيكرتون
- جزر التماسيح
- Croker Island
- جزيرة شرق وودي
- جزيرة إلكو
- جزر جولبرن
- جزيرة جروت آيلاند - الهولندية لـ «الجزيرة الكبيرة» - رابع أكبر جزيرة في أستراليا
- جزيرة هاورد
- جزيرة مارتانبا
- جزيرة ميلفيل ، ثاني أكبر جزيرة في أستراليا
- جزيرة السمان
- مجموعة السير إدوارد بيلو
- جزر تيوي
- جزيرة فاندرلين
- جزر ويسل

## كوينزلاند
- جزيرة Acheron
- جزيرة أغنيس
- ألبينو روك
- جزيرة Aplin
- جزر أرنولد
- جزيرة بيرد
- جزيرة باربر
- جزيرة بارو
- Bedarra Island
- جزيرة بيسلي
- جزر الطيور
- جزيرة بوتي
- جزر الوفيرة
- جزيرة بودين
- جزيرة بويني
- برامبتون أيلاند
- جزيرة Bribie
- جزيرة بريسك

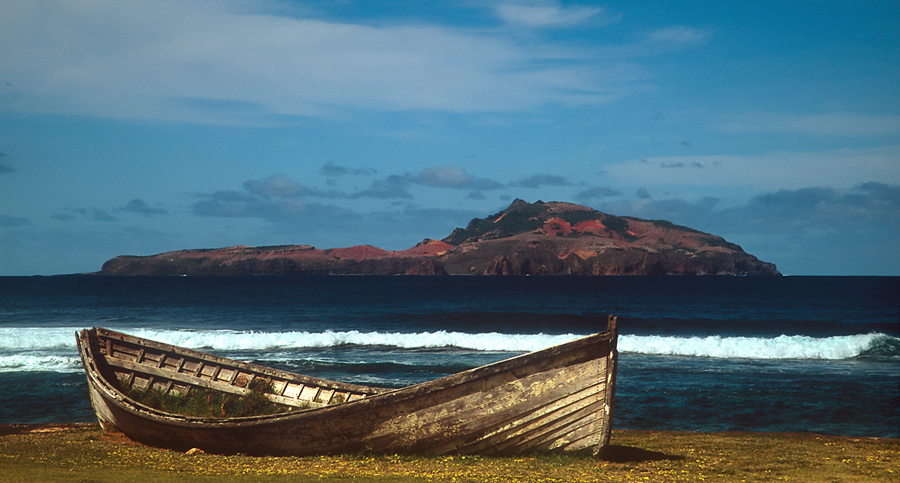
جزيرة فيليب (جزيرة نورفولك)

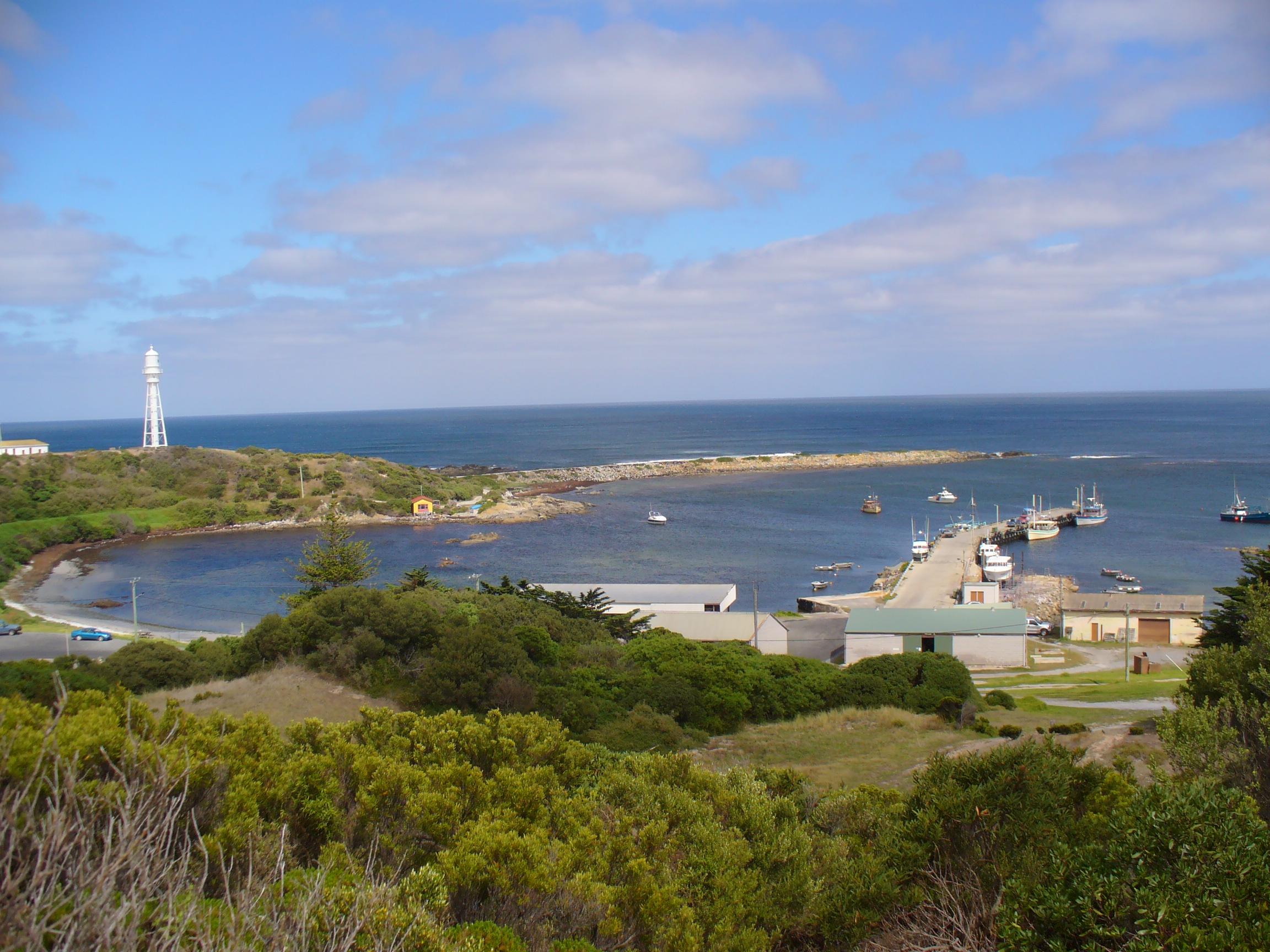
كينج ايسلند

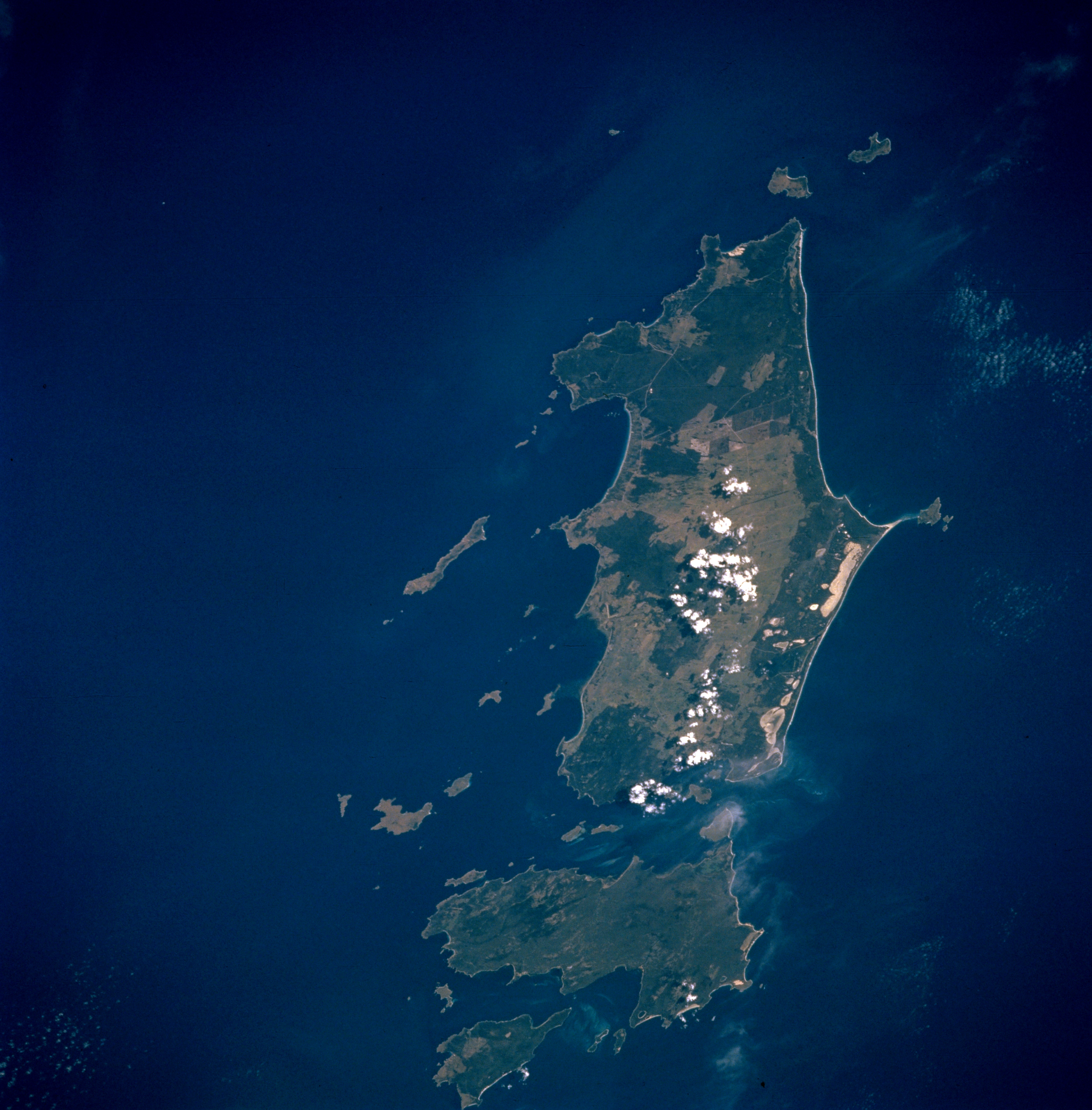
جزيرة فلندرز

- جزر بروكرز ، ثلاث جزر: الشمال وتوين والشرق.
- جزر بورك
- جزيرة بوشي
- جزيرة بوتي
- جزيرة Cholmondeley
- جزيرة كلاك
- جزيرة Clerke
- Coconut Island
- Coochiemudlo Island
- جزيرة كراب
- جزيرة كورديليا روكس
- Coquet Island
- جزيرة كوراكو
- جزيرة دنهام
- جزيرة دوغلاس
- جزر دنكان
- جزيرة دونك آيلاند
- جزيرة إيغل
- جزيرة إيليس
- جزيرة إفرايم
- جزيرة إسك
- Eclipse Island
- جزيرة فانتوم أيلاند
- جزيرة الصقر
- جزيرة فيشر
- جزيرة الصياد (لم تعد جزيرة - مرفأ مرفأ بريسبان بريسبان في مصب نهر بريسبان ممتد عليه)
- جزيرة فيتزروي
- ذبابة جزيرة
- جزيرة فرالند
  - جزيرة راسل
- جزيرة فريزر ، أكبر جزيرة رملية في العالم
- Goold Island
- جزيرة غور
- جزيرة كيبل العظمى
- جزيرة النخلة العظمى
- الجزيرة الخضراء
- جزيرة هاغرستون
- جزيرة هايلز
- جزر حنبعل
- جزيرة هارفي
- Heron Island

High Island
- جزيرة هينشينبروك
- جزيرة هوتون
- جزيرة هدسون
- جزيرة جيسي
- جزيرة الكنغر
- جزيرة كينت
- King Island
- جزيرة كومبولا
- جزيرة ليدي إليوت
- جزيرة Lady Musgrave
- جزيرة ليجات
- جزيرة ليندكويست
- Lizard Island
- جزيرة لويد
- جزيرة منخفضة
- جزيرة منخفضة ووديد
- جزيرة مابل
- جزيرة ميكبيس
- جزيرة ماغنتيك
- جزيرة ميلمان
- جزيرة موريتون
- جزيرة مورننجتون
- جزيرة موريس
- جزيرة مودجيمبا
- جزيرة موردوك
- جزيرة نيوتن
- جزيرة نوب
- جزيرة نوبل
- Normanby Island
- شمال اتجاه الجزيرة
- شمال سترادبروك آيلاند
- جزر نورثمبرلاند
- جزيرة أورفيوس
- جزيرة بادي
- جزيرة بلفري
- [[جزيرة بيل]
- جزيرة بيلوروس
- جزيرة العنصرة
- جزيرة بيرسي
- جزيرة بيري
- [[جزيرة الحمام]
- Pincushion Island
- جزيرة Pipon
- جزيرة أمير ويلز
- جزيرة القرع
- جزيرة رين
- جزيرة الاستعادة
- جزيرة روكي
- جزيرة روكي بوينت
- جزيرة رودني
- Round Island
- جزيرة شو
- جزيرة شيرارد
- جزر سير تشارلز هاردي
- The Sisters
- جزر الأخوات
- جزيرة سنابر
- جزيرة جنوب الإتجاه
- جنوب سترادبروك آيلاند
- Southern Moreton Bay Islands
  - جزيرة راسل
  - Macleay Island
  - جزيرة بيربولا (متصلة بجزيرة ماكلي بواسطة الجسر)
  - جزيرة لامب (خليج موريتون)
  - جزيرة كاراجارا
- جزيرة سايباي ، في مضيق توريس
- جزيرة ستيفنس (الحاجز المرجاني العظيم)

## جنوب أستراليا

### جزر المحيط
- جزر Althorpe
  - جزيرة هايستاك
  - Seal Island (Investigator Strait)
- جزر بياتريس
- جزر بيكر
- جزر الطيور
- جزيرة بوسطن
- جزيرة Busby
- Casuarina Islets
- جزيرة تشينامانز هات
- جزيرة Curlew
- دوغلاس روك
- مدخل الجزيرة
- جزر غامبير
- حديقة جزيرة
- جزيرة غوس
- جزيرة الغرانيت
- جزيرة غرانثام
- جزيرة غرينلي
- جزيرة جريندال
- مجموعة المحقق
  - جزيرة فلندرز
  - جزر بيرسون
    - جزيرة Dorothee
    - جزيرة بيرسون
    - الجزر المخضرم

  - Topgallant Islands
  - جزر والدجراف
  - جزر الوادي
- جزيرة جونز
- جزيرة الكنغر ، وهي ثالث أكبر جزيرة في أستراليا
- جزيرة ليجوانيا
- جزيرة ليبسون
- جزيرة Louth
- جزر نبتون
- جزيرة نيكول باودين
- جزيرة نوبي
- Nuyts Archipelago
  - جزيرة سانت فرانسيس
  - جزيرة سانت بيتر
  - جزيرة ناعمة
- الجزيرة الوسطى
- جزيرة أوين
- جزيرة بيزلي
- جزيرة بيلوروس
- جزيرة بولين
- جزيرة الأرنب، خليج نعش
- جزيرة أرنب ، خليج لوث
- Rabbit Islet، Pelican Lagoon
- جزيرة رويستون
- جزيرة سانت فرانسيس
- جزيرة سانت بيتر
- Shag Island
- مجموعة Sir Joseph Banks
  - Blyth Island
  - جزيرة بوكعوت
  - جزيرة دالبي
  - الشعاب الخطرة
  - جزيرة دوفيلد
  - الجزيرة الإنجليزية
  - جزيرة هربي
  - كيركبي أيلاند
  - جزيرة Langton
  - جزيرة لوسبي
  - جزيرة ماروم
  - Partney Island
  - جزيرة ريفزبي
  - جزيرة روكسبي
  - ختم الصخرة
  - جزيرة Sibsey
  - جزيرة Spilsby
  - جزيرة Stickney
  - Winceby Island
- Seal Island (Encounter Bay)
- الجزيرة الجنوبية
- جزيرة تايلور
- جزيرة ثيسل
- جزيرة تورينس
- جزيرة Troubridge
- جزيرة تومبي
- جزيرة بدون اسم ، خليج بيرد
- جزيرة وارانج
- جزيرة الوتد
- جزيرة فيرونا
- غرب جزيرة
- جزيرة رايت

### جزر نهر موراي
- قائمة الجزر داخل نهر موراي في جنوب أستراليا
- جزيرة هندمارش
- جزيرة بوماندا
- جزيرة الأرنب، Coorong

## تسمانيا
تسمانيا هي دولة جزيرة كبيرة قبالة الساحل الجنوبي الشرقي من البر الرئيسى أستراليا. لا تحمل الجزيرة الرئيسية في تسمانيا (التي تضم 94٪ من مساحة أراضي الولاية) اسمًا محددًا ولكن يمكن الإشارة إليها باسم «الدولة التسمانية». يوجد 334 جزيرة (أو جزيرة في ولاية تسمانيا. مع الجزر الرئيسية المدرجة أدناه، وكل منها له مساحة أكبر من توجد قائمة كاملة بجميع الجزر البالغ عددها 334 في قائمة جزر تسمانيا.
- جزيرة بروني
- مجموعة جزيرة Furneaux
  - جزيرة أندرسون
  - جزيرة بابل
  - جزيرة بادجر
  - الجزيرة الخضراء الكبرى
  - Cape Barren Island
  - كلارك ايلاند
  - شرق جزيرة الكنغر
  - جزيرة فلندرز
  - جزيرة غوس
  - جزيرة جريت دوغ  [لغات أخرى]‏
  - جزيرة طويلة
  - جبل تشابيل آيلاند
- جزيرة هوجن
- مجموعة Hunter Island
  - جزيرة هنتر
  - جزيرة روبينز
  - ثلاث جزر هموك
- مجموعة جزيرة كينت
  - جزيرة الصفقة  [لغات أخرى]‏
  - جزيرة دوفر
  - جزيرة Erith
- جزيرة الملك
- مجموعة جزر ماتسويكر
  - جزيرة الدجاج
  - جزيرة دي ويت
  - جزيرة ماتسويكر
- جزيرة Macquarie
- جزيرة ماريا
- جزيرة بارتريدج  [لغات أخرى]‏
- جزيرة روبينز
  - جزيرة ووكر (شمال غرب)
- جزيرة رودوندو
- جزيرة شوتن
- Sloping Island Group
  - Sloping Island
- مجموعة جزر ووترهاوس
  - جزيرة البجع
  - جزيرة ووترهاوس

## فيكتوريا
- جزيرة أنصار
- Barrallier Island
- جزيرة بينيسون
- جزيرة تشينامان
- جزيرة تشرشل
- كورنر آيلاند
- جزيرة البط
- جزيرة إليزابيث
- الجزيرة الفرنسية
- جزيرة غابو
- جزيرة غريفيث
- جزيرة جو
- جزيرة كانونا
- السيدة جوليا بيرسي الجزيرة
- جزر الطين
- جزيرة نورمان
- Phillip Island
- جزيرة ريموند
- جزيرة روتاما
- جزيرة الحجر الرملي
- جزيرة Shellback
- جزيرة ثعبان
- Sunday Island
- جزيرة البجع
- Tullaberga Island
- Mangrove Islet

### جزر النهر
- جزيرة Beveridge
- جزيرة Coode
- Gunbower Island
- جزيرة هيرينج
- جزيرة الأردن
- جزيرة Pental